# Grand Prix San Remo
Grand Prix San Remo, oficj. Gran Premio Automobilistico di San Remo – wyścig samochodowy, który odbywał się w latach 1937, 1947–1951. Po 1950 roku nie był zaliczany do Mistrzostw Świata Formuły 1. Rozgrywany był w San Remo na ulicznych torach Circuita Stracittadino di San Remo i Circuito di Ospedaletti.

## Zwycięzcy
| Rok  | Zwycięzca             | Konstruktor | Seria              | Samochód         | Tor         | Czas                    | Najszybsze okrążenie             | Wyniki |
| ---- | --------------------- | ----------- | ------------------ | ---------------- | ----------- | ----------------------- | -------------------------------- | ------ |
| 1937 | Achille Varzi         | Maserati    | Voiturette         | Maserati 6CM     | San Remo    | 3:3.34.0 – 94.87 km/h   | Varzi 1:07.0 – 100.05 km/h       | Wyniki |
| 1947 | Yves Giraud-Cabantous | Delahaye    | Samochody sportowe | Delahaye 135     | Ospedaletti | 0:53.40 – 73.37 km/h    | Cabantous 2:2.75 – 77.0 km/h     | Wyniki |
| 1948 | Alberto Ascari        | Maserati    | Voiturette (F1)    | Maserati 4CLT/48 | Ospedaletti | 3:3.34.0 – 94.87 km/h   | L. Villoresi 2:02.6 – 99.37 km/h | Wyniki |
| 1949 | Juan Manuel Fangio    | Maserati    | Voiturette (F1)    | Maserati 4CLT/48 | Ospedaletti | 3:1.28.6 – 99.26 km/h   | B.Bira 1:56.0 – 104.89 km/h      | Wyniki |
| 1950 | Juan Manuel Fangio    | Ferrari     | Formuła 1          | Alfa Romeo 158sc | Ospedaletti | 3:10.08.4 – 95.90 km/h  | Villoresi 2:01.2 – 100.31 km/h   | Wyniki |
| 1951 | Alberto Ascari        | Ferrari     | Formuła 1          | Ferrari 375      | Ospedaletti | 2:57.08.2 – 101.70 km/h | Ascari 1:53.8 – 105.53 km/h      | Wyniki |